# Haag am Hausruck
Haag am Hausruck je městys v okrese Grieskirchen v Horním Rakousku. K 1. 1. 2010 měla obec 2158 obyvatel.

## Osobnosti
- Herbert Bayer (1900–1985), grafik, typograf, malíř, fotograf, sochař, návrhář a architekt
- Karel Klostermann (1848–1923), českoněmecký spisovatel a novinář